# ایستگاه راه‌آهن بروندزبوری پارک
ایستگاه راه‌آهن بروندزبوری پارک (انگلیسی: Brondesbury Park railway station) یک ایستگاه راه‌آهن در لندن، انگلستان است که جزئی از خط شمال متروی زمینی لندن است.
این ایستگاه که در ناحیه منطقه برنت لندن قرار دارد در سال ۱۹۰۸ میلادی تأسیس شده‌است.